# Люберци
Лю́берци (на руски: Люберцы) е град в Русия, Московска област, административен център на Люберецки район (но не влиза в състава му).

## География
Намира се непосредствено до столицата Москва, с която граничи на запад и северозапад. Населението на града е 185 067 души (1 януари 2014). Той е на 5-о място в областта по брой жители и на 1-во място по гъстота на населението.

## История
Първите сведения за селища на мястото на града са за селата Либерицы-Назарово (1621) и Хазарцево (1623). След прокарването на железопътна линия до Рязан районът се оживява, населението бързо нараства. Люберци от средата на ХІХ век се развива като вилно селище, после и като промишлено средище.
Получава статут на град през 1925 г. Към столицата преминават западната част на Люберци (микрорайони Жулебино и Ухтомский) през 1984 г.

## Образование и промишленост
В промишлеността на Люберци понастоящем се откроява конструкторското бюро (с вертолетен завод) „Камов“, което разработва известните хеликоптери с марка „Ка“. Работят също завод „Сельхозмаш“, комбинат за строителни материали и други предприятия.
Висшето образование в града е представено от следните учреждения: Митническа академия, Московски областен институт за физическа култура, 7 филиала и факултет на висши училища, 2 института.

## Култура
През 1970-те години в Люберци възниква движението на люберите.